# خط اصلی چوئو
خط اصلی چوئو یا خط چوئو-هونسن (به ژاپنی: 中央本線 Chūō-honsen) یکی از خطوط قطار شرکت راه‌آهن شرق ژاپن است. مبدأ این خط در ایستگاه توکیو واقع در منطقه چیودای توکیو قرار دارد. مسیر این قطار از ایستگاه شینجوکو و ایستگاه شی‌اوجیری در استان ناگانو رد شده و به ایستگاه ناگویا در استان آیچی ختم می‌شود. طول این مسیر ۴۲۴ کیلومتر است. خط چوئو به شعبه‌های مختلف تقسیم شده‌است. در حال حاضر این خط ۱۲۲ ایستگاه دارد.

## شعب خط چوئو-هونسن
- چوئو-هونسن شرقیاز ایستگاه توکیو تا ایستگاه شی‌اوجیری
  - از ایستگاه توکیو تا ایستگاه کاندا
  - از ایستگاه کاندا تا ایستگاه یویوگی
  - از ایستگاه یویوگی تا ایستگاه شینجوکو
  - از ایستگاه شنجوکو تا ایستگاه شی‌اوجیری
- چوئو-هونسن غربی از ایستگاه شیروجیری تا ایستگاه ناگویا
  - از ایستگاه شی‌اوجیری تا ایستگاه کانایاما
  - از ایستگاه کانایاما تا ایستگاه ناگویا

## ایستگاه‌های مابین توکیو و میتاکا
| ترتیب | نام ایستگاه     | نام ایستگاه به ژاپنی | نام ایستگاه به انگلیسی |
| ----- | --------------- | -------------------- | ---------------------- |
| ۱     | ایستگاه توکیو   | 東京駅               | Tōkyō                  |
| ۲     | کاندا           | 神田駅               | Kanda                  |
| ۳     | اوچانومیزو      | 御茶ノ水駅           | Ochanomizu             |
| ۴     | سوئیدوباشی      | 水道橋駅             | Suidōbashi             |
| ۵     | لیداباشی        | 飯田橋駅             | Iidabashi              |
| ۶     | ایچیگایا        | 市ケ谷駅             | Ichigaya               |
| ۷     | یوتسویا         | 四ツ谷駅             | Yotsuya                |
| ۸     | شینانوماچی      | 信濃町駅             | Shinanomachi           |
| ۹     | سنداگایا        | 千駄ケ谷駅           | Sendagaya              |
| ۱۰    | یویوگی          | 代々木駅             | Yoyogi                 |
| ۱۱    | ایستگاه شینجوکو | 新宿駅               | Shinjuku               |
| ۱۲    | اوکوبو          | 大久保駅             | Ōkubo                  |
| ۱۳    | هیگاشی ناکانو   | 東中野駅             | Higashi-Nakano         |
| ۱۴    | ناکانو          | 中野駅               | Nakano                 |
| ۱۵    | کوانجی          | 高円寺駅             | Kōenji                 |
| ۱۶    | آساگایا         | 阿佐ケ谷駅           | Asagaya                |
| ۱۷    | اوگیکوبو        | 荻窪駅               | Ogikubo                |
| ۱۸    | نیشی اوگیکوبو   | 西荻窪駅             | Nishi-Ogikubo          |
| ۱۹    | کیچیجوجی        | 吉祥寺駅             | Kichijōji              |
| ۲۰    | میتاکا          | 三鷹駅               | Mitaka                 |

## ایستگاه‌های مابین میتاکا و تاکائو
| ترتیب | نام ایستگاه     | نام ایستگاه به ژاپنی | نام ایستگاه به انگلیسی |
| ----- | --------------- | -------------------- | ---------------------- |
| ۱     | میتاکا          | 三鷹駅               | Mitaka                 |
| ۲     | موساشی ساکائی   | 武蔵境駅             | Musashi-Sakai          |
| ۳     | هیگاشی کوگانه‌ای | 東小金井駅           | Higashi-Koganei        |
| ۴     | موساشی کوگانه‌ای | 武蔵小金井駅         | Musashi-Koganei        |
| ۵     | کوکوبونجی       | 国分寺駅             | Kokubunji              |
| ۶     | نیشی کوکوبونجی  | 西国分寺駅           | Nishi-Kokubunji        |
| ۷     | کونیتاچی        | 国立駅               | Kunitachi              |
| ۸     | تاچیکاوا        | 立川駅               | Tachikawa              |
| ۹     | هینو            | 日野駅               | Hino                   |
| ۱۰    | تویودا          | 豊田駅               | Toyoda                 |
| ۱۱    | هاچی‌اوجی        | 八王子駅             | Hachiōji               |
| ۱۲    | نیشی هاچی‌اوجی   | 西八王子駅           | Nishi-Hachiōji         |
| ۱۳    | تاکائو          | 高尾駅               | Takao                  |